# Michaił Tarchanow
Michaił Michajłowicz Tarchanow, właśc. Moskwin (ros. Михаил Михайлович Тарханов, Москвин; ur. 7 września?/19 września 1877 w Moskwie, zm. 18 sierpnia 1948 tamże) – radziecki aktor filmowy i teatralny, reżyser, pedagog; Ludowy Artysta ZSRR
Brat Ludowego Artysty ZSRR Iwana Moskwina (1874-1946).
Od 1898 występował w teatrach, od 1922 był aktorem Moskiewskiego Akademickiego Teatru Artystycznego. Od 1929 był aktorem filmowym, poczynając od roli Modesta Aleksiejewicza w filmie Anna na szeje.
W latach 1942–1948 był kierownikiem artystycznym Państwowego Instytutu Sztuki Teatralnej, gdzie wykładał sztukę aktorską i umiejętności sceniczne; był znany z doskonałego operowania głosem, w szczególności intonacją, tonem i barwą.
Michaił Tarchanow zmarł 18 sierpnia 1948 roku i został pochowany na Cmentarzu Nowodziewiczym w Moskwie.

## Wybrana filmografia
- 1934: Burza jako Dikoj
- 1934: Młodość Maksyma
- 1937: Piotr I

## Nagrody i tytuły
- Zasłużony Artysta RFSRR (2 marca 1928);
- Zasłużony Działacz Sztuk RFSRR (18 stycznia 1933);
- Ludowy Artysta RFSRR (27 października 1933);
- Ludowy Artysta ZSRR (3 maja 1937);
- doktor sztuk od 1939[3].